# 豪斯鲁克地区埃舍瑙
豪斯鲁克地区埃舍瑙是奥地利上奥地利州格里斯基尔兴县的一个市镇。总面积16.61平方公里，总人口1137人，人口密度68.5人/平方公里（2005年）。